# Reiner Morell
Reiner Morell (* 18. Oktober 1949 in Braunschweig) ist ein deutscher Diplomat, der von 2008 bis 2012 Botschafter in Turkmenistan war und zwischen Juli 2012 und 2015 Botschafter in Armenien war.

## Leben
Nach dem Abitur leistete Morell zwischen 1968 und 1970 seinen Wehrdienst bei der Bundeswehr und absolvierte danach von 1970 bis 1979 ein Studium der Rechtswissenschaften. Nach Abschluss der beiden juristischen Staatsexamen arbeitete er zuerst von 1979 bis 1980 als Rechtsanwalt sowie danach als Verwaltungsjurist, ehe er 1981 in den Auswärtigen Dienst eintrat. Nach Abschluss der Laufbahnprüfung für den höheren Dienst fand er 1983 Verwendung in der Zentrale des Auswärtigen Amtes in Bonn sowie zwischen 1983 und 1985 an der Botschaft in Bolivien und dann erneut bis 1987 im Auswärtigen Amt.
Nachdem er zwischen 1987 und 1990 als Ständiger Vertreter des Botschafters in Togo gewirkt hatte, war er bis 1992 an der Botschaft in Griechenland eingesetzt sowie danach von 1992 bis 1996 als stellvertretender Referatsleiter in der Rechtsabteilung des Auswärtigen Amtes. Im August 1996 wurde er Konsul am Generalkonsulat in New York City und war danach zwischen 1999 und 2002 Ständiger Vertreter des Botschafters in Jordanien sowie im Anschluss von 2002 bis 2004 Ständiger Vertreter des Botschafters in Kasachstan.
Zwischen 2004 und 2007 war Morell Leiter des Referats für Ostafrika und das Horn von Afrika im Auswärtigen Amt und nahm danach an einer einjährigen Langzeit-Sprachausbildung teil.
Seit Juli 2008 war Reiner Morell Botschafter in Turkmenistan als Nachfolger von Hans Mondorf, der wiederum Generalkonsul in Chengdu wurde. In dieser Funktion organisierte er unter anderem im November 2011 den Besuch von Bundesaußenminister Guido Westerwelle in Turkmenistan. 2012 folgte ihm Helmut-Wolfgang Brett als Botschafter in Turkmenistan.
Morell übernahm stattdessen am 19. Juli 2012 das Amt des Botschafters in Armenien, wo er Nachfolger von Hans-Jochen Schmidt wurde, der zuvor in den Ruhestand getreten war. 2015 trat er selbst in den Ruhestand und wurde als Botschafter in Armenien durch Matthias Kiesler abgelöst.
Reiner Morell ist verheiratet und Vater von zwei Kindern.